# Beiericolya howensis
Beiericolya howensis är en insektsart som beskrevs av Rentz, D.C.F. 2001. Beiericolya howensis ingår i släktet Beiericolya och familjen vårtbitare. Inga underarter finns listade i Catalogue of Life.